# Styding
Styding is een plaats in de Deense regio Zuid-Denemarken, gemeente Haderslev. De plaats telt 241 inwoners (2008).